# Aleuti
Gli aleuti o aleutini, che si autodefiniscono Unanga, sono la popolazione indigena tipica delle isole Aleutine (Alaska), ma stanziata anche in alcuni kraj (regioni) della Kamčatka, in Russia.

## Nome

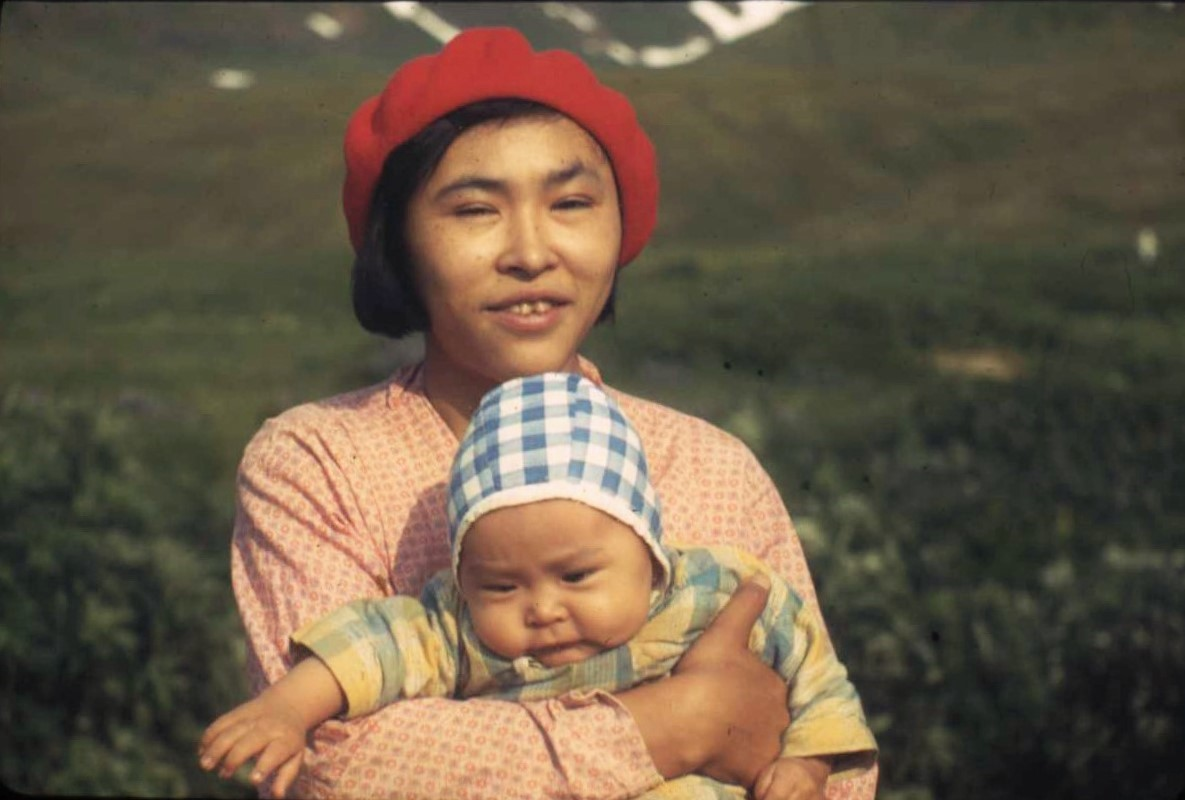
Donna Aleutina con bambino (Isola di Attu, 1941).

Il nome Aleuti venne dato agli Unanga dai cacciatori di pellicce russi nella seconda metà del XVIII secolo.
Secondo Georgij A. Menovščikov (Г. А. Меновщиков), il nome Aleut deriverebbe dalla parola allíthuh, che in Lingua aleutina significa "comunità".
Secondo lo storico ed etnologo americano Hubert Howe Bancroft, il termine Aleut (Rus. алеут) sarebbe stato usato dai russi, probabilmente come estensione del nome del villaggio di Alyut nella parte orientale della Kamčatka.

## Storia

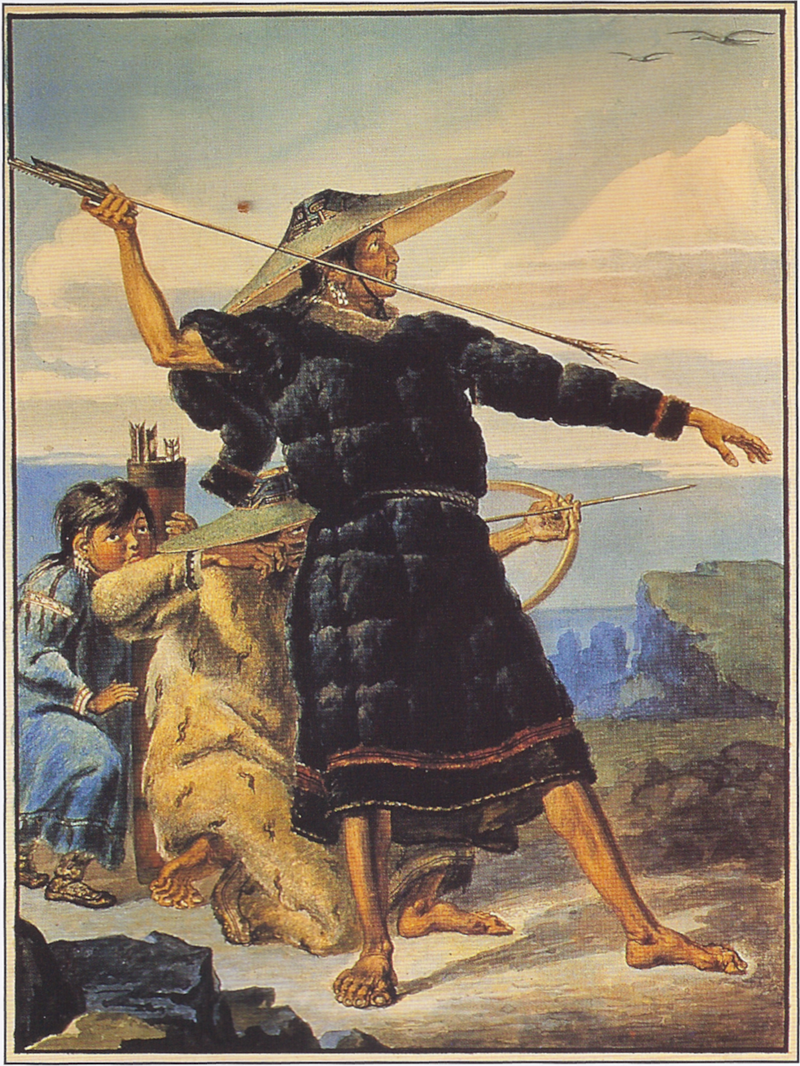
Aleuti dell'Alaska con l'abito da festa. Acquarello di Michail Tichanov (1818)

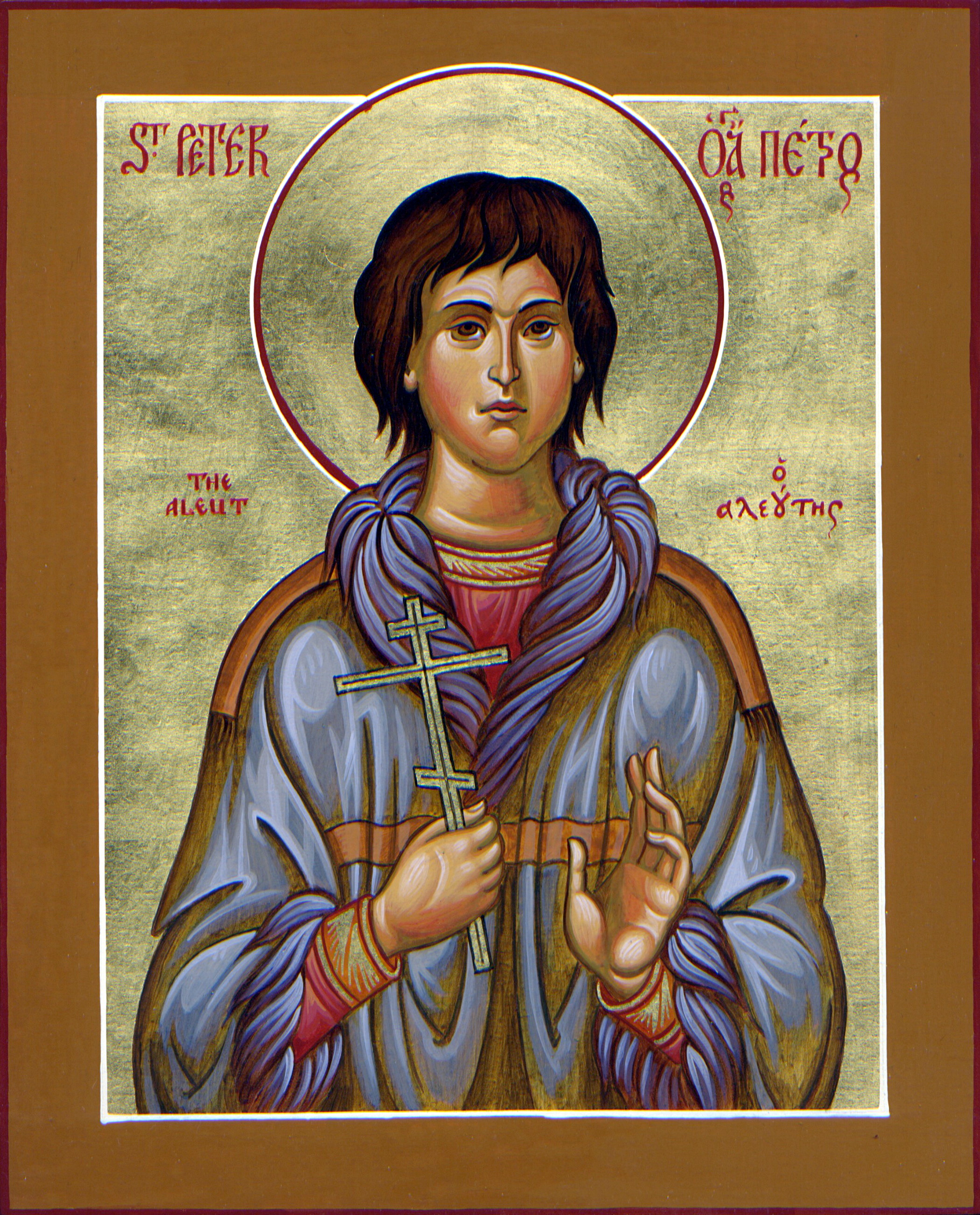
Icona di San Pietro l'Aleuta.

Si ritiene che gli Aleuti e gli Inuit discendano da una lontana popolazione comune, che sarebbe arrivata dall'Asia in un'epoca successiva all'arrivo degli antenati dei popoli Nativi americani, ipotesi confermata dall'assenza di parentele delle loro lingue con le lingue amerinde. Il legame tra le due etnie è anche ribadito da usanze e cultura molto simili, come ad esempio i riti funebri con imbalsamazione e l'economia tradizionale, basata sulla caccia ai cetacei.
Durante gli scavi effettuati sull'isola di Anangula, situata all'estremità orientale delle Isole Aleutine, sono stati scoperti indizi che permettono di pensare che gli Aleuti discendano da gruppi venuti dalla Siberia verso l'8000 a.C..
Gli Aleuti furono in contatto coi Russi dal XVIII secolo, quando le isole Aléutine e l'Alaska erano allora possedimenti russi. La Compagnia russo-americana creò diverse basi costiere, nel 1784, su diverse isole dell'arcipelago e sull'Isola Kodiak. Dopo l'arrivo di missionari cristiani, alla fine del secolo, molti Aleuti si convertirono al Cristianesimo aderendo alla Chiesa ortodossa russa. In particolare, sull'Isola Kodiak nel 1794, venne fondata una missione con annessa una scuola bilingue russo-aleutina.
Uno dei primi martiri cristiani dell'America del Nord fu san Pietro l'Aleuta, che venne ucciso a San Francisco nel 1815 perché non aveva voluto abbandonare la sua fede ortodossa.
I missionari riportano che gli impiegati della Compagnia russo-americana riservavano un trattamento brutale e sprezzante agli indigeni. Si stima che il numero di Aleuti prima dell'arrivo dei Russi ammontasse a circa 25'000 unità. Ma le barbarie dei coloni e le malattie da loro importate, in breve tempo, ridusse questo numero ad un decimo. Il declino proseguì, tanto che, nel censimento del 1910, restavano solo 1491 Aleuti.
Nel 1942 il Giappone occupò le isole di Attu e Kiska, le più occidentali delle Aleutine, e ne deportò gli abitanti a Hokkaidō come prigionieri di guerra. Centinaia di altri Aleuti vennero evacuati dal governo degli Stati Uniti durante la seconda guerra mondiale e deportati in campi d'internamento nel sud-est dell'Alaska. Molti di essi morirono. L'Aleut Restitution Act del 1988 può essere considerato come un tentativo del Congresso degli Stati Uniti di compensare i sopravvissuti.

## Organizzazione familiare e vita quotidiana

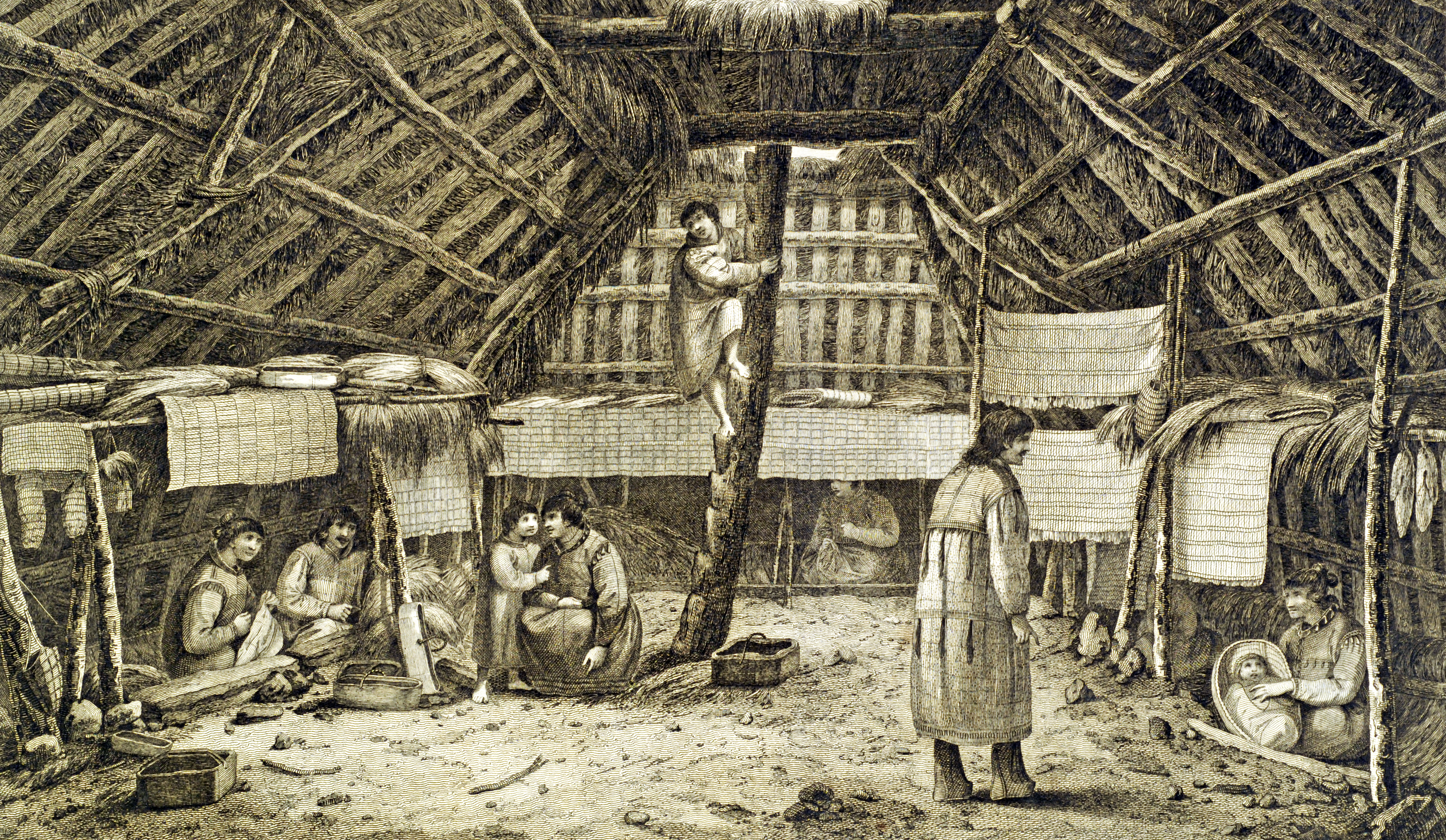
Casa tradizionale invernale, denominata Ulax in lingua aleutina.

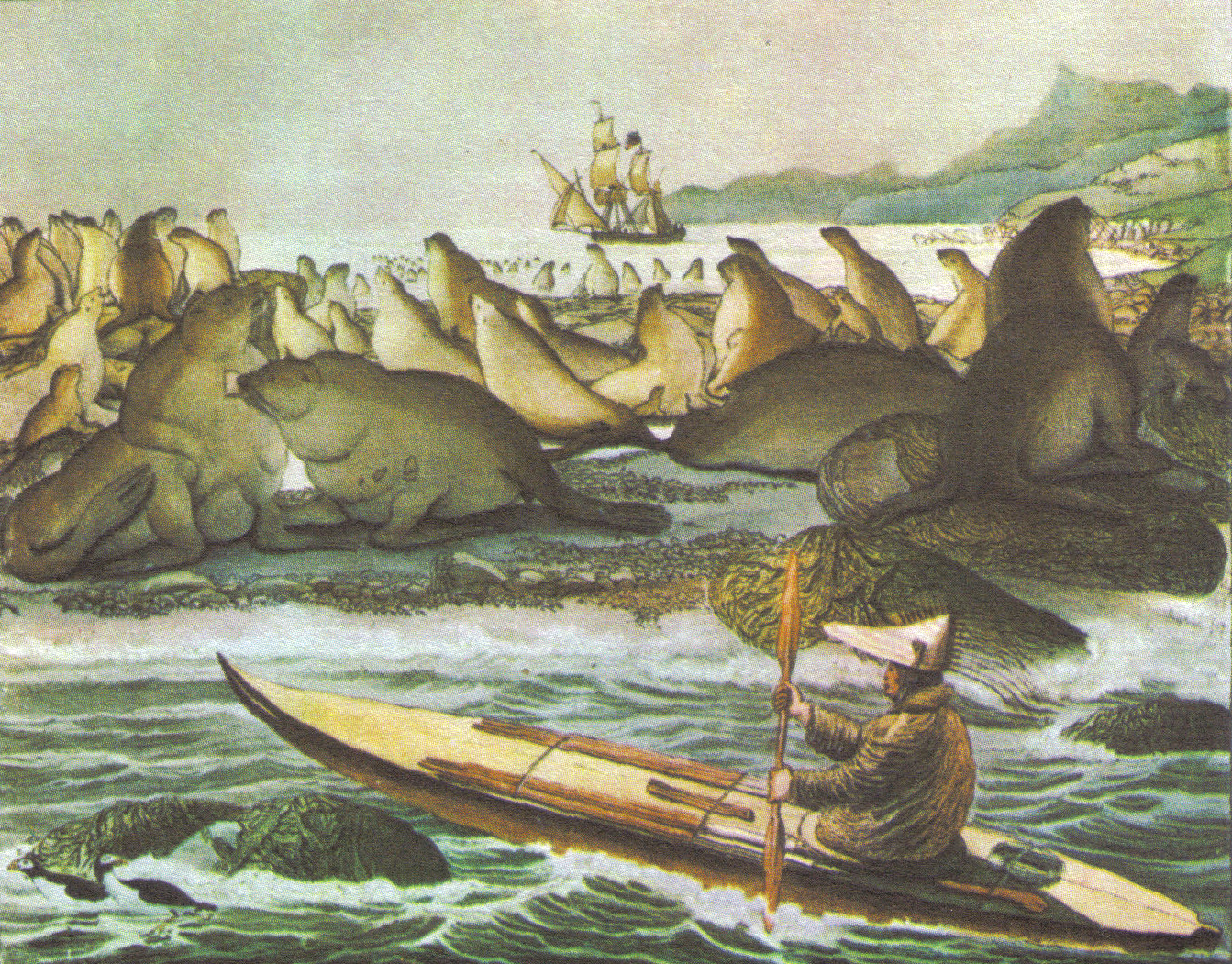
Aleut su una baidarka, vicino all'Isola di Saint Paul (Alaska), con una nave russa ancorata sullo sfondo. Louis Choris (1817)

Gli Aleuti non hanno mai avuto una nazione unitaria: vivevano infatti in tribù diverse, ognuna col proprio capo in un regime matrilineare, in cui cioè i titoli e i beni vengono trasmessi agli eredi per via femminile.
Malgrado le influenze esterne, essi hanno conservato un modo di vita tradizionale fino all'inizio del XX secolo, pescando e cacciando i mammiferi marini, come le lontre, le otarie e le balene. La caccia era preceduta da riti ancestrali risalenti alla mitologia aleutina.
I cacciatori utilizzano kayak adattati alle condizioni di navigazione assai difficili delle isole Aleutine, chiamati baidarkas, e usano diversi tipi di arpioni muniti di galleggianti ed, a volte, di un propulsore.
Gli Aleuti abitavano in vaste dimore semi-sotterranee denominate Ulax. Lillie McGarvey, una capo-tribù aleutina del XX secolo, ha scritto che queste abitazioni «proteggevano gli occupanti dalle frequenti piogge, erano sempre calde e ben protette dai forti venti di queste zone».
Ai nostri giorni, gli Aleuti vivono essenzialmente di pesca commerciale e di caccia alle foche.

## Arte
Dal punto di vista artistico, gli Aleuti sono abili scultori in legno e in osso e intrecciatori di canestri e di stoffe. Importanti anche le pittografie eseguite sulle pareti dei ripari e delle caverne.